# 睢县
睢县在中华人民共和国河南省东部、惠济河中游，是商丘市下辖的一个县。睢县位于商丘市西部，总面积926平方公里，与民权县、杞县、宁陵县、太康县、柘城县毗邻。北距民权县县城27.5公里，西距杞县县城38公里，东距宁陵县县城27公里，西南距太康县县城47公里，东南距柘城县城49公里。县人民政府驻城郊乡鳳城大道1號。

## 历史沿革
新石器时代睢县就已有人类居住，在睢县周龙岗发现了新石器时代的遗址。春秋时期，睢县境属于宋、陈二国。战国时期属于魏国。秦朝置襄邑县，属砀郡，为睢县设县之始，距今已有2600多年的历史。至西汉元狩元年归属陈留郡。王莽时期被改称“襄平”，至东汉初复原。三国时期陈留郡被改为陈留国，襄邑遂属陈留国，直至晋朝。南北朝时期，北魏属阳夏郡，东魏属梁郡，北齐时襄邑县并入雍丘县，属于睢阳郡。隋朝初属宋郡，开皇十六年改属梁郡。唐高祖年间属杞州，唐太宗貞觀年间又属宋州。五代时期襄邑县属开封府，直至北宋初。宋徽宗崇宁四年，襄邑升为拱州，并设保庆军节度，属京畿，下辖考城、太康、楚丘、宁陵、柘城五县。大观四年废拱州，仍称襄邑县，政和四年再升拱州，宣和二年再废。此时襄邑县仅保留保庆军节度，属京东西路。金朝时因古时有睢水流过，改拱州保庆军为睢州，属南京路，州以“睢”得名从此开始。元朝改南京路为汴梁路，仍辖睢州。明朝初，睢州属开封府，洪武十年降睢州为睢县，洪武十三年复升为睢州，为直隶州，下辖考城、柘城两县。嘉靖二十四年，归德州被升为归德府，睢州由直隶州降为散州，连同所辖两县归属归德府，清朝此建制保持不变。中华民国二年（1913年），改睢州为睢县，次年划归开封道管辖。1932年，睢县划归河南省第二行政督察区管辖，1948年4月又改属河南省第十二行政督察区。
1948年，中国人民解放军接管睢县后，属商丘专区管辖。1958年12月，商丘专区撤销，睢县改属开封专区。1961年12月恢复商丘专员公署，1969年改称地区行署，睢县属之。1997年6月，商丘地区撤销，设立地级商丘市，睢县属商丘市管辖。

## 自然地理

### 地形
睢县位处豫东平原，为黄河下游冲积扇一部分。总的地形平坦，西北略高，东南略低，西北与东南之间的高差为9米。境内河流有惠济河、通惠渠等。城内有北湖及周围五个卫星湖，全县湿地总面积2112公顷，有“中原水城”之称。

### 气候
睢县属暖温带季风气候，年平均气温14摄氏度。7月份气温最高，平均气温为27.1摄氏度，历史极端最高气温为42.3摄氏度（1966年7月19日）；1月份气温最低，平均气温为-0.7摄氏度，历史极端最低气温为-15.7摄氏度（1969年2月6日）。

## 行政区划
睢县下辖10个镇、10个乡：
长岗镇、平岗镇、周堂镇、蓼堤镇、西陵寺镇、城关回族镇、潮庄镇、尚屯镇、河堤镇、匡城镇、后台乡、河集乡、孙聚寨乡、白楼乡、白庙乡、胡堂乡、尤吉屯乡、董店乡、涧岗乡和城郊乡。

## 人口
根据(河南省)商丘市第七次全国人口普查公报显示：睢县常住人口为723771人，男性人口占比49.89%，女性人口占比50.11%，年龄结构中0-14岁占比24.79%，15-59岁占比54.92%，60岁以上占比20.29%，65岁以上占比15.03%。

## 经济

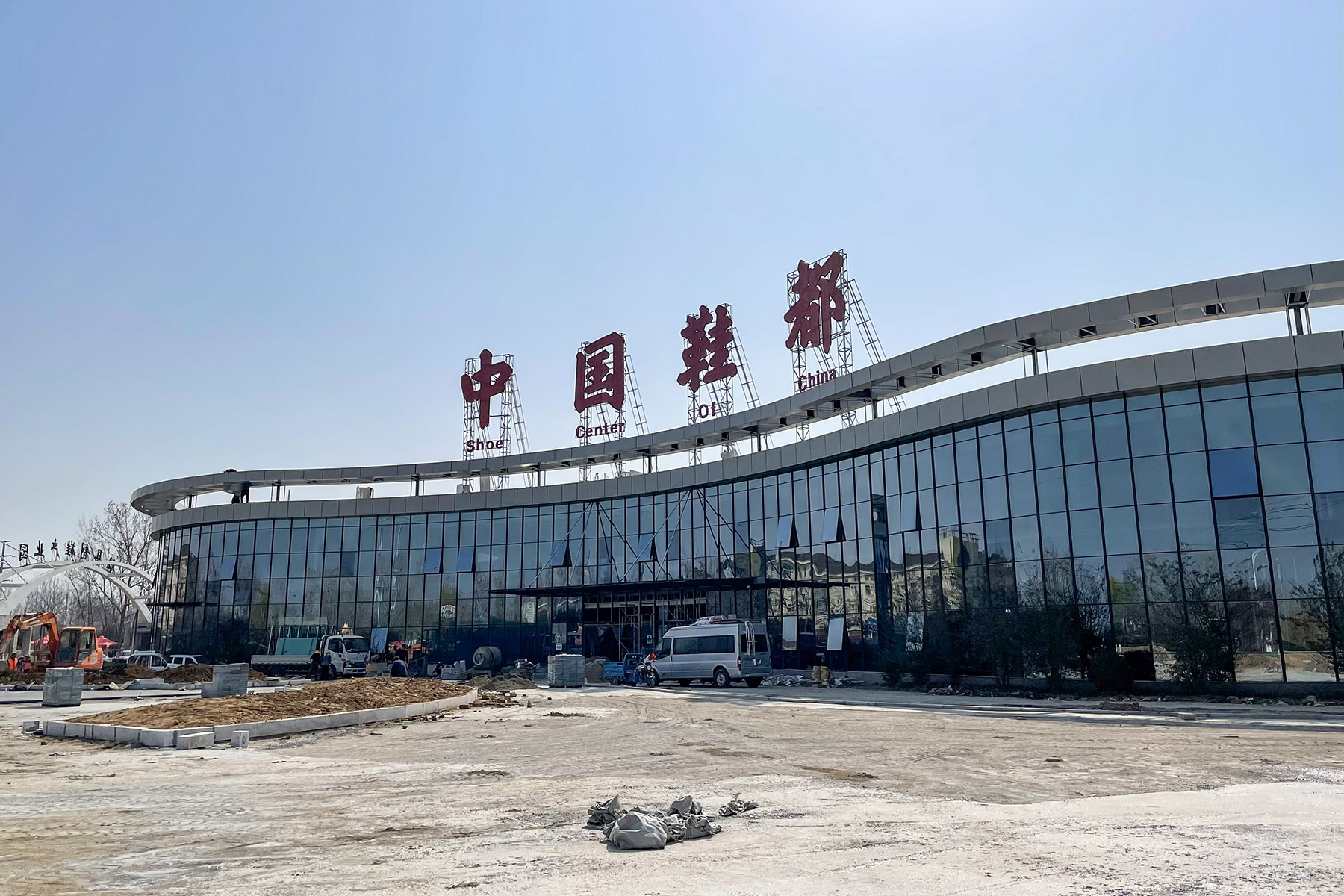
睢县制鞋产业园

2022年，睢县完成生产总值人民币260.78亿元，人均生产总值36,624元，在河南省各县级行政区（不含市辖区）中分别排第70位和第93位。其中第一产业62.79亿元，第二产业97.78亿元，第三产业100.22亿元。
睢县经济传统上以农业为主，主要农作物有小麦、玉米、大豆、红薯等，经济作物有棉花、芝麻、花生、油菜等。睢县境内沙荒面积较大，适合发展林业，主要树种有杨、泡桐、槐、柳、桑、松、柏等。近年来农业发展上以辣椒、芦笋、中药材的种植为特色，辣椒、芦笋、中药材的种植面积分别达10万亩、5万亩、5000亩。工业上，睢县以制鞋和电子信息为主导产业，并形成产业集群，有制鞋及鞋材配套企业一百余家，电子信息企业20余家。

## 交通
睢县西距省会郑州市166公里，东距商丘市62公里。 商登高速东西横贯县境。 343国道、 213省道、 214省道、 316省道等国、省干道过境，并以县城为中心呈放射状向四周扩散。
睢县境内并无铁路经过，距离县城最近的普速铁路车站和高速铁路车站分别为陇海铁路上的民权站和徐兰高速铁路上的民权北站。

## 文化

### 文物古迹
睢县境内有全国重点文物保护单位1处：位于后台乡阎庄村的圣寿寺塔。该塔始建于北宋，为六角九级密檐式砖塔，2006年被列为第六批全国重点文物保护单位。另外有河南省文物保护单位10处：
- 汤斌祠：位于县城西部，为清初名臣汤斌为其母亲所建的祠堂，祠堂内的碑刻和祠前的节烈牌坊于1963年被公布为第一批河南省文物保护单位，然而碑刻和牌坊已在文化大革命期间被损毁，今仅存门楼和大殿。
- 周龙岗遗址：位于蓼堤镇周龙岗村北，新石器时代龙山文化至商朝时期的古遗址，1988年被公布为第二批河南省文物保护单位。
- 乔寨遗址：位于周堂镇西乔寨村，龙山文化遗址，1988年被公布为第二批河南省文物保护单位。
- 吕祖庙：位于县城文化路，又称“袁家山”，为一处明代船型园林建筑群，2000年被公布为第三批河南省文物保护单位。
- 东关清真寺：始建于明代，后经多次整修，为豫东地区保存较为完整的民族文化古建筑。睢杞战役时，粟裕曾在寺内设指挥部。2008年被公布为第五批河南省文物保护单位。
- 匡城故城：位于匡城乡匡城村西北，东周时期宋国城池遗址，2008年被公布为第五批河南省文物保护单位。
- 睢州故城：目前为国家4A级景区北湖景区，位于县城北部，为春秋至明代的睢州旧城，因黄河决口被淹没而废弃，为豫东地区常见的“城上湖”。2008年被公布为第五批河南省文物保护单位。
- 无忧寺塔：位于平岗镇周塔村，始建于唐代，于宋代重建，原为八角五级楼阁式砖塔，现存三级。2016年被公布为第七批河南省文物保护单位。
- 河南省立睢县中学教学楼：位于城关镇湖东路，建于1949-1952年间，由师生利用课余时间亲手使用城砖建造而成，目前为睢县人民文化馆。2021年被公布为第八批河南省文物保护单位
- 睢县王氏三烈故居：位于匡城乡英王村，为烈士三兄弟王鸿翔、王鸿业、王鸿钧的出生地及旧居。

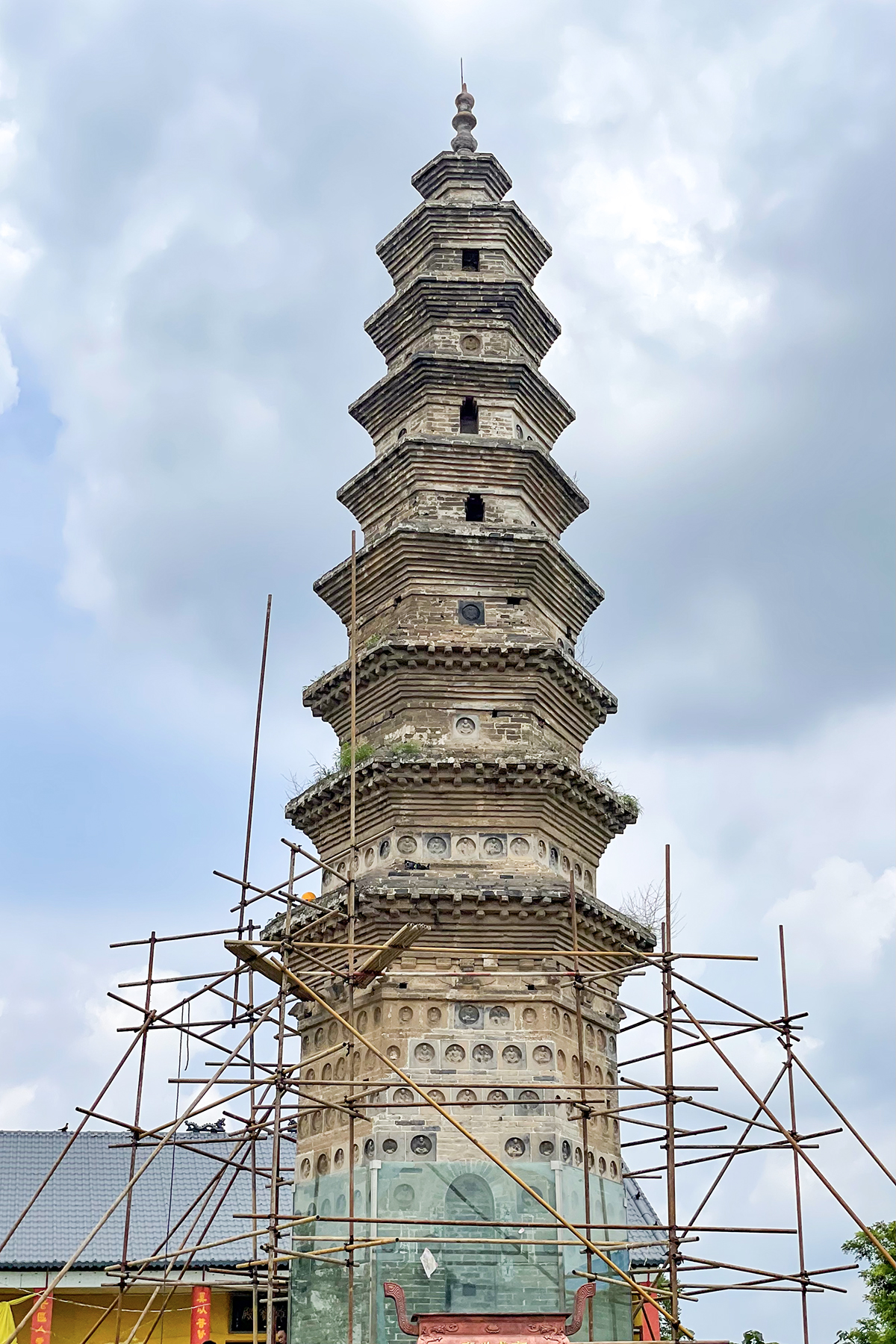
圣寿寺塔
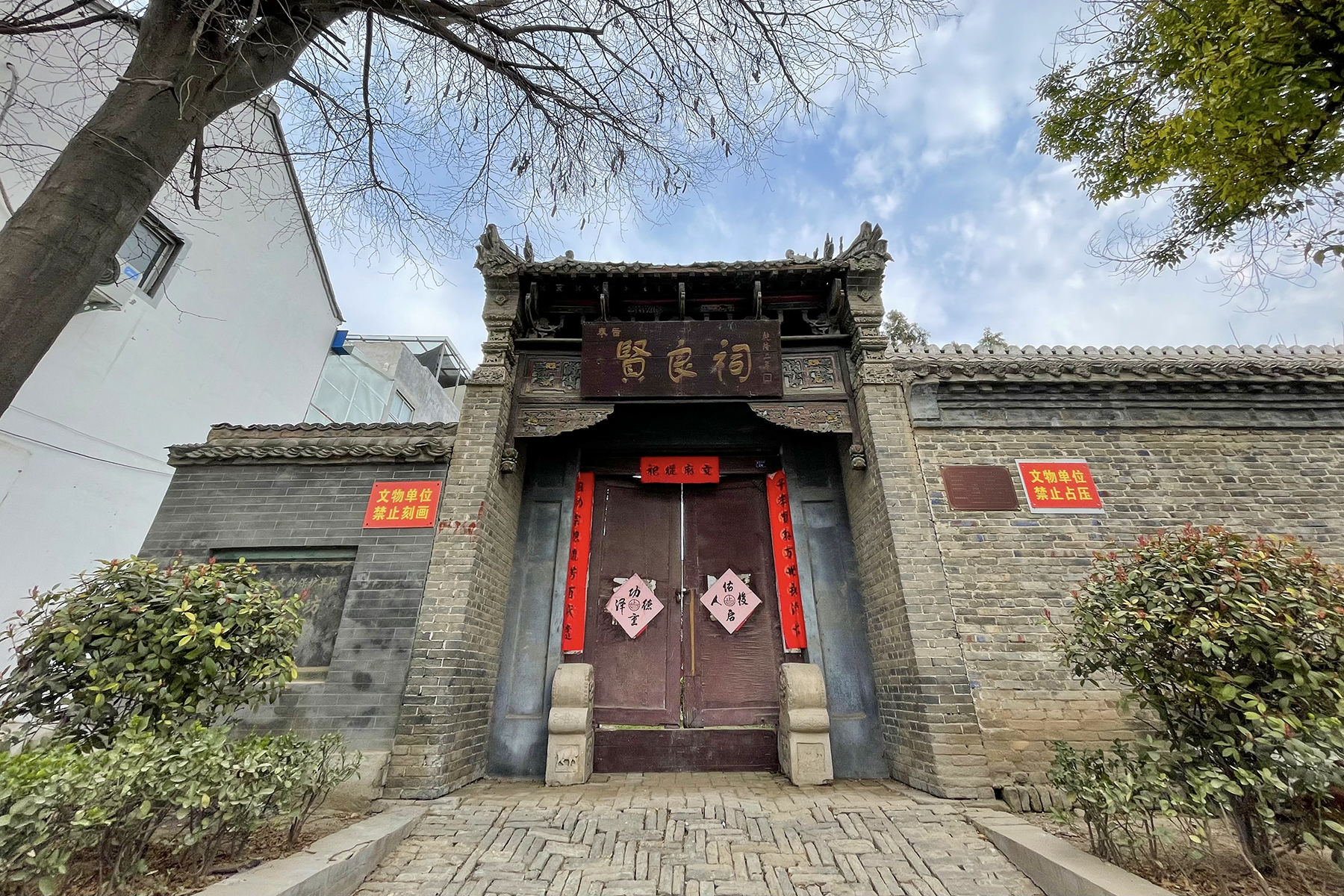
汤斌祠
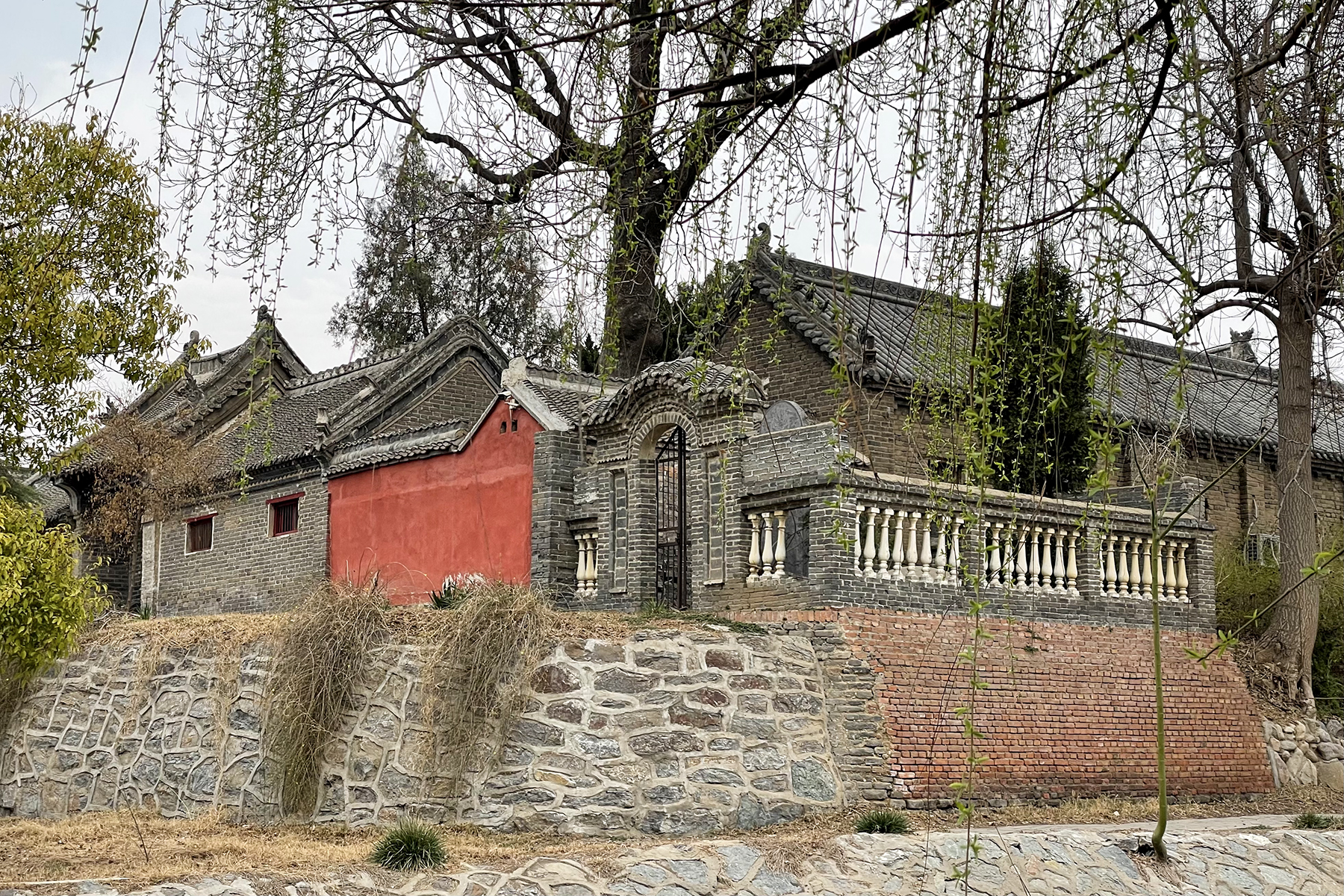
袁家山
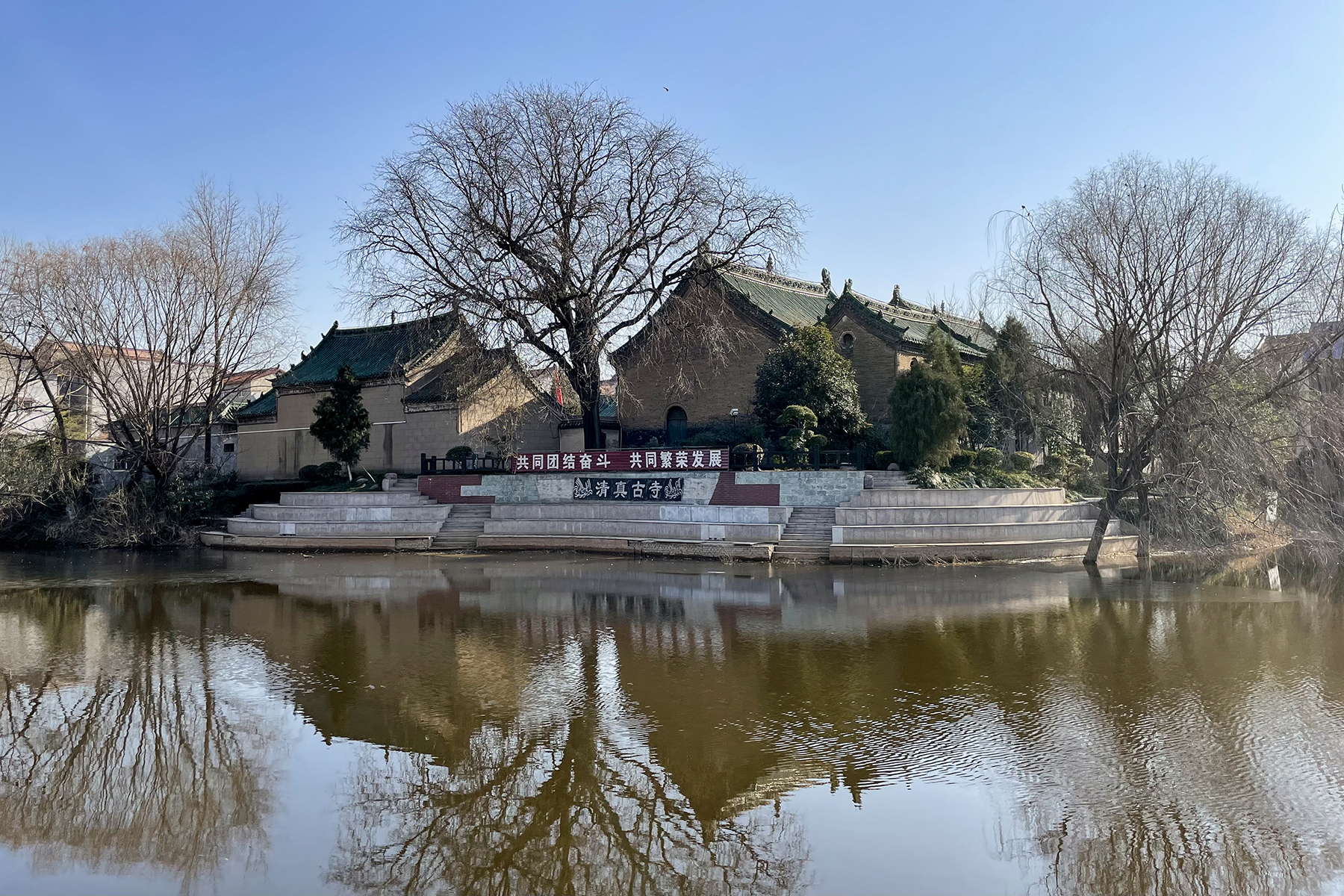
东关清真寺
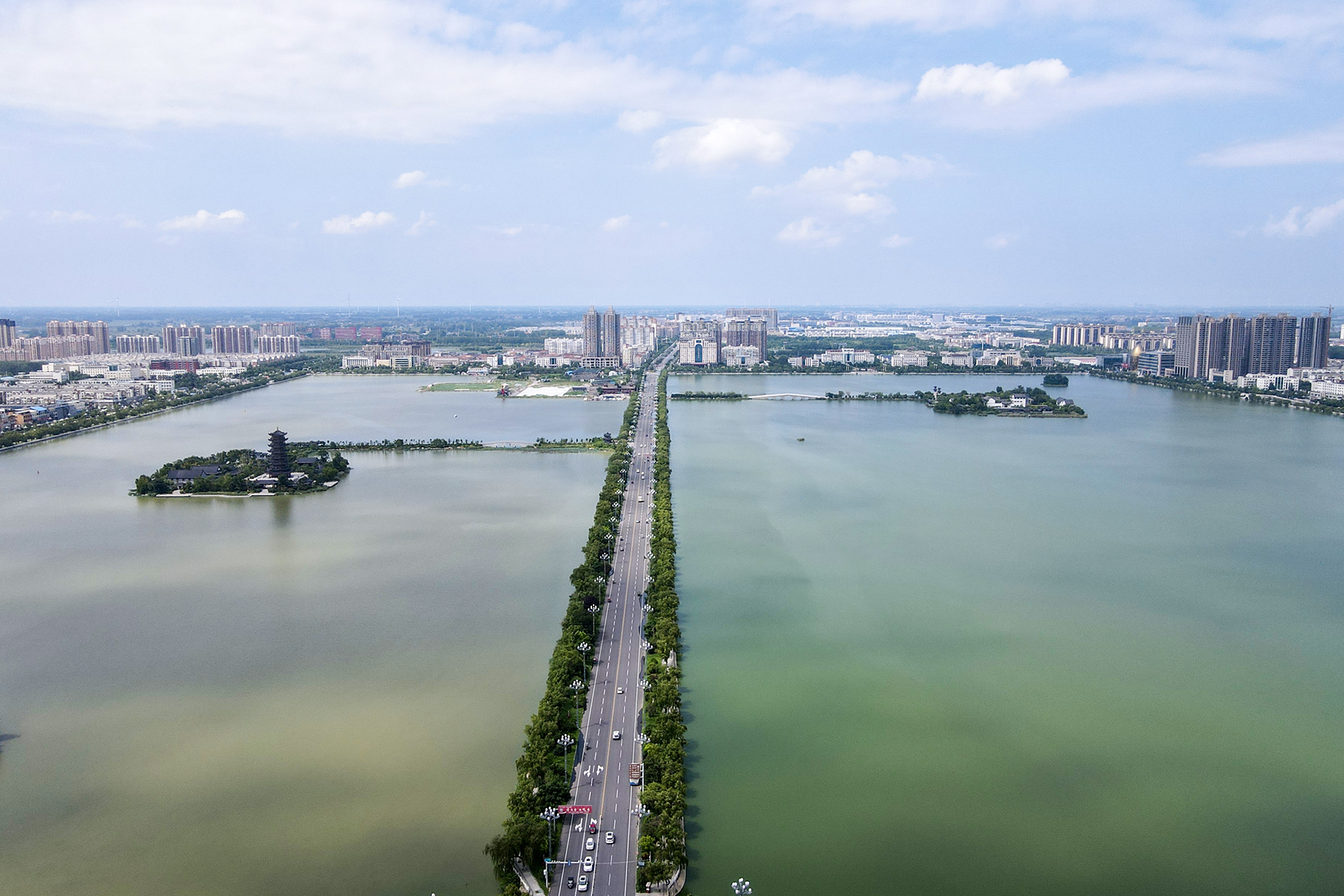
北湖航拍
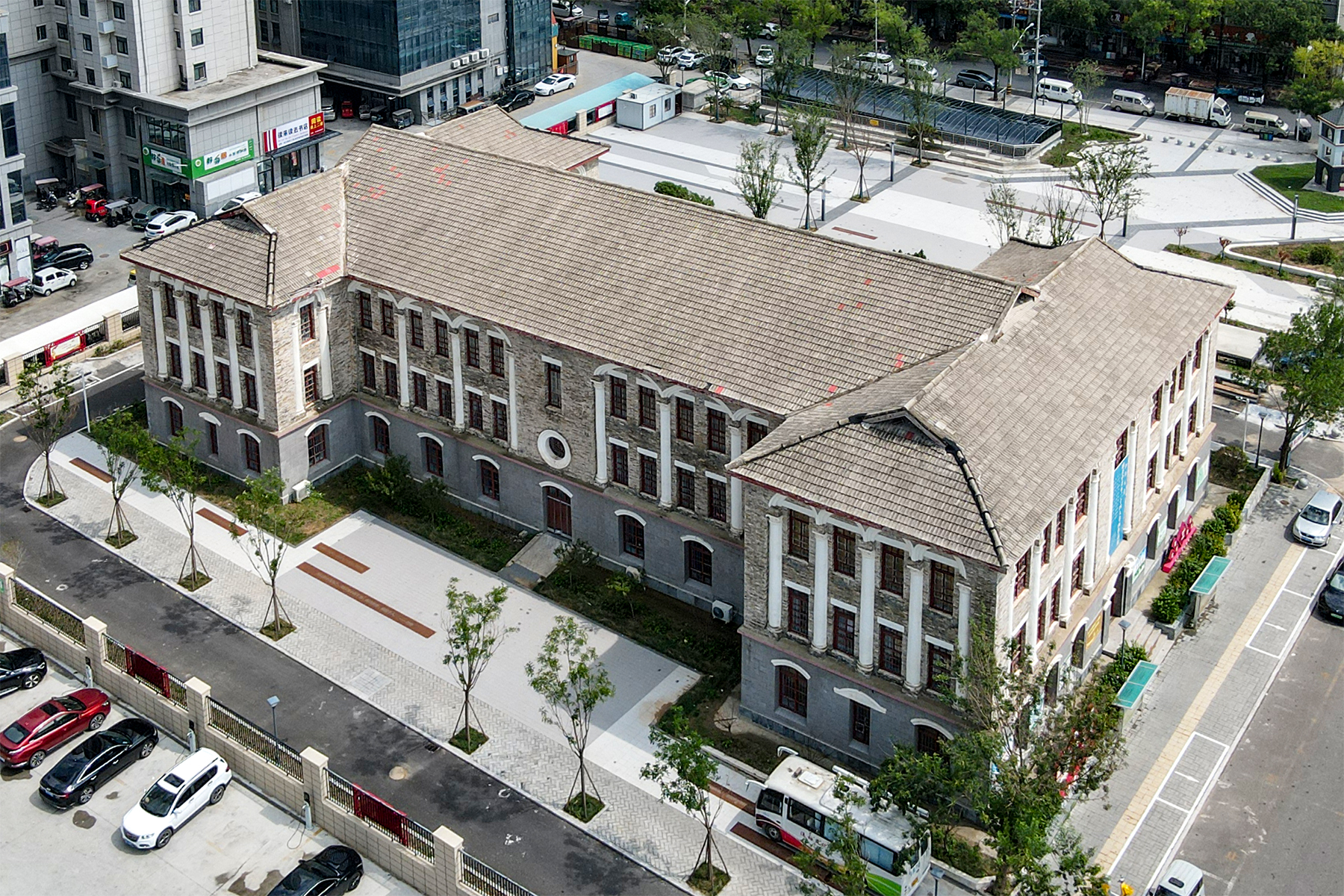
河南省立睢县中学教学楼

### 著名人物
历史上著名的睢县人有：北宋时期状元父子张去华与张师德；北宋状元、官员许安世及其弟许翰；明朝户部尚书、太子太保李汝华；明朝兵部尚书、太子少保袁可立；清朝工部尚书、理学家汤斌等。现当代较为著名的睢县人有：中国工程院院士魏子卿；中国科学院院士李永舫；原登封市公安局长、全国公安系统一级英雄模范任长霞等。